# Солідаризм
Солідари́зм (фр. solidarisme, від фр. solidaire — діючий заодно) — стратегія мобілізації соціуму в період серйозних криз або загроз. Різко підвищує мобілізаційні можливості соціуму і його ефективність за рахунок синергетичного ефекту, який виникає при усвідомленні різними соціальними групами спільності інтересів і здійснення ними погоджених дій. Солідаризм припускає серйозні обмеження (і самообмеження) преференцій еліті соціуму при одночасному збільшенні навантаження на неї. До того ж обов'язки еліти вважаються первинними, а права й привілеї надаються їй винятково з метою ефективного виконання відповідних обов'язків перед соціумом.
Солідаризм — реформістська доктрина у Франції, була майже офіційною ідеологією Третьої Республіки протягом двох десятиліть перед Першою світовою війною. Протистояла «laissez-faire» лібералізму, марксистському колективізму, католицькому корпоративізму та анархо-синдикалізму, захищала державні втручання в економіку, суспільне законодавство та добровільні об'єднання. Будучи проти класового протистояння та соціальної реконструкції, дружньо ставилась до соціалізму, який вона намагалась нейтралізувати на практиці.
Ідея солідарності не нова, в тій чи іншій формі вона існувала ще в добу античності. Це поняття було добре відоме і римській юриспруденції. У новітні часи цією проблемою серйозно займались французькі філософи. Франція стала батьківщиною модерного вчення солідарності. У цій країні в 1907 році вперше було вжито термін «солідаризм». Селестін Шарль Альфред Бугле у своїй праці «Le Solidarisme» заклав основу ідеї солідаризму, яку він вивів з принципу солідарності.

### Радикально-соціалістична партія Леона Буржуа та ідея солідаризму
У Франції носієм солідаристичних ідеалів була радикально-соціалістична партія Леона Буржуа. У передмові до праці Фердінанта Едуарда Бюссона «Радикальна політика» Буржуа чітко окреслює програму своєї партії, а саме торування шляху між старою ліберальною і соціалістичною партіями.
Ідея солідаризму, як її задекларував Буржуа, намагається врахувати подвійний рух розуму і сумління, що червоною ниткою проходить через події нашого часу. Цей рух, з одного боку, апелює до звільнення «духу від apriori систем», від неперевіреного вчення релігії, через традиційні комбінації передання авторитету і заміни їх такими, які випливають з вільних досліджень і постійно піддаються критиці. А з другого боку, цей рух спонукає сумління поза можливими моделями і не вельми обґрунтованими виправданнями якнайретельніше дошукуватись законів управління. Звідси, згідно з Буржуа, солідарність є обов'язком, який випливає з приналежності до суспільства, а саме як квазі-контрактовий обов'язок, який у крайньому разі був би виконаний за допомогою державної сили. Так само трактується господарське питання, яке до певної міри стало б судово позиваючим зобов'язанням, тобто таким, яке можна осягнути судовим процесом і яке випливає із суспільної опіки над знедоленими.
Господарська програма радикально-соціалістичної партії була побудована так, що вона відкидала принцип неконтрольованої державою економічної діяльності, але також не сприймала соціалізації індивідуальної власності. Колишні права індивіда залишалися недоторканими.
Широкі верстви населення сприймали ці ідеї дуже тепло. Солідаризм користувався великою повагою в університетах, гімназіях, народних школах. Його поширенню сприяли демократичні газети й об'єднання.

### Адольф Ваґнерта партія німецьких державних соціалістів
Думки, подібні до тих, які пропагувала у Франції радикал-соціалістична партія Леона Буржуа, знайшли свій подальший розвиток в партії німецьких державних соціалістів. Вони теж намагалися йти дорогою, середньою між шляхом манчестерського лібералізму і шляхом доктринерського соціалізму. Головним його виразником можна вважати Адольфа Ваґнера. Згідно з його вченням, людина не просто «homo oekonomicus» як думали класики. Життя її куди різнобарвніше, наповнене найрізноманітнішими комбінаціями. Тому психологічний аналіз людини Ваґнер прагне перевести в правильне русло, щоб довести, що людина є і залишиться істотою, яка діє однаково; це стосується і його економічних дій. Ваґнер різко розділяє мотиви егоїстичні від неегоїстичних. До неегоїстичних мотивів належить порив до моральних дій, почуття обов'язку, страх перед докором власного сумління. Ці мотиви, яким підпорядковується і якими керується у своїй діяльності індивід, виявляються також і в економічній сфері. Мета економіки — «справжній і справедливий» інтерес всього державно організованого суспільства. Ця думка повністю сприймається системою солідаризму Г. Пеша. Подібно до Пеша, Ваґнер також схвалює приватну власність. У нього помітно сильний спротив індивідуалізмові. Ваґнер так само відхиляє крайній соціалізм. Основне питання економічного вчення за Ваґнером — це ставлення індивіда до цілого. Добробут і розвиток Пеш виводить за Ваґнером, як залежні від «комбінації індивідуального і соціального принципів у суспільному й економічному правопорядку та організації».
Для державних соціалістів немає суттєвого антагонізму між класами та індивідами однієї нації. Навпаки, їх згуртовує моральна солідарність. Її можна побачити у спільності мови, звичаїв та соціальних інституцій. Державу слід розглядати як орган цієї моральної солідарності. Для неї всі громадяни рівні; вона повинна дбати про всіх, а передусім про тих, хто відчуває нестатки. Загалом держава не повинна переймати функції індивіда, але має дати йому нагоду вільно рости й розвиватися. У взаємозалежності індивіда слід вбачати головний чинник економічного поступу.
Головна вимога державного соціалізму мала моральний і національний характер. Справедливість у розподілі і піднесенні добробуту робітничого класу є умовою збереження національної єдності, формою якої є держава.

### Католицькі соціальніенциклікиі солідаризм
В контексті розгляду системи солідаризму доцільно розглянути дві соціальні енцикліки Римо-Католицької Церкви: «Rerum novarum» 1891 року Папи Лева XIII про капітал і працю і «Quadragesimo anno» 1931 року Папи Пія XI про реконструкцію соціального ладу. Ці енцикліки цікаві тим, що вони вказують на розв'язання багатьох проблем соціального життя на основі ідей солідаризму.
Енцикліка «Rerum novarum» Папи Лева XIII поставила перед собою відповідальне завдання, а саме — дати відповіді на важливі соціальні питання бурхливого XIX століття. Постала вона в той час, коли капіталізм сягнув свого апогею, а становище широких народних мас із дня на день погіршувалось. Малий прошарок суспільства жив у розкоші, а решта народу, робітничі маси, перебували у злиднях та пригнобленому стані.
Пролетаріат, який з кожним роком зміцнювався, вимагав задоволення своїх прав. Протиріччя всередині суспільства дедалі посилювались. Нові рецепти для його зцілення не завжди були найкращими. Завдання енцикліки «Rerum novarum» саме й полягало в тому, щоб зрозуміти корінь зла і відповідно до принципів Католицької церкви вказати на шляхи, які б вели до солідарного порядку і спокою.

Індивідуалістичний лібералізм зруйнував колишні природні зв'язки (стани, гільдії) в суспільстві, а нові не встановив, їхнє місце посіли, з одного боку, безмежна свобода, а з другого — нездоровий державний інтервенціонізм. 
|  | «Дух індивідуалізму зайшов так далеко, висловлюється про це енцикліка, що колись квітуче і добре упорядковане в своїй повноті різноманітно розвинуте суспільне життя було знищене, а опісля вбите, так що нарешті залишились тільки поодинокі особи і держава. Це сталося з не меншою шкодою для держави». |

Необмежену, вільну конкуренцію як регулятивний принцип економіки енцикліки рішуче відкидають, але залишають обмежене суперництво, що його хоче зберегти і система солідаризму.
Внаслідок вільної конкуренції, згідно з енциклікою «Quadragesimo anno», приходить до «господарської могутності» тобто до величезного скупчення господарської і політичної сили в руках малого прошарку суспільства. Утворюються картелі, концерни і трасти. Послуговуючись банківськими кредитами, капіталісти опановують «кровообіг цілого господарського організму». Утворюються монополії або подібні до монополій формації, які контролюють ціни продуктів, а також розподіл доходів їхньої продукції, що має тенденцію усувати вільну конкуренцію. За цих умов значні прошарки народу стають для цих можновладців об'єктом експлуатації.

Засуджуючи соціальну несправедливість, яку спричинив лібералізм, Папа Пій XI говорить, 
|  | що «…за природним законом економіки, якому не можна протистояти, лише власник капіталу міг би накопичувати капітал, тоді як той самий закон засуджує робітників вічно бути пролетарями і жити на межі прожиткового мінімуму» |

 — це неминуче веде до класової боротьби, з усіма згубними для суспільства наслідками. Лише оновлення соціального життя, каже енцикліка, може запобігти цим руйнівним обставинам.
Що стосується робітничого питання, якому присвячена енцикліка «Rerum novarum», то воно уважно розглядається згідно з католицьким сприйманням держави і суспільства. Теорію класової боротьби енцикліка відкидає, бо, як кажуть енцикліки, вона не усвідомлює природи суспільства. Але розум повинен усувати або, принаймні, пом'якшувати ці явні протиріччя. Не боротьба, каже енцикліка, а згода є передумовою краси й порядку. Це стосується і співробітництва класів і станів, а також зв'язку між капіталом і працею. Це співробітництво не можна, проте, переводити на шкоду робітникові. Соціальну справедливість слід розглядати як нормативний принцип.
Згідно з енциклікою «Quadragesimo anno», при розподілі заробітної платні, якщо він має бути справедливим, слід виходити з трьох факторів:
1. Життєвих потреб робітника і його родини;
2. Економічної спроможності та конкурентоздатності підприємства;
3. Загального добробуту.

Найвища мета суспільства, каже далі енцикліка,— досягти загального блага, а його можна досягнути лише тоді, коли робітник і його родина будуть забезпечені достатніми коштами, коли дружини і матері дбатимуть лише про сім'ю, а не додатково працюватимуть, щоб утримувати родину, бо платні чоловіка не вистачає. Так само заробітна платня буде несправедливою, коли вимоги високої зарплатні руйнуватимуть підприємства. Наслідком цього був би крах підприємства, що однаково шкодило б і підприємцеві, й робітникові. Лише солідарна співпраця обох факторів (праці й капіталу) може забезпечити нормальний і здоровий розвиток економічного життя. Тільки таким чином, вважає енцикліка, можна досягти загального блага.
Проблеми власності енцикліки розглядають в дусі солідаризму. Енцикліка «Quadragesimo anno» вчить, що це особливе право власности, дане природним правом, більше того — воно дароване самим Богом. Право на власність дає змогу людині дбати про себе та свою родину, забезпечуючи майбутнє. Проте, це дароване Богом право може привести і до найбільшого зла, якщо ним зловживати. Енцикліка розрізняє індивідуальну і соціальну природу власності. Держава мусить поважати право власності, дане людині природою.
Католицизм розуміє державу як досконале суспільство, тобто найвищий і найдовершеніший устрій людського життя. Ліберальній правовій державі, завданням якої є захист лише вдасності громадянина, Папа Лев XIII протиставляє вчення про правову і благодійну державу. У цьому сенсі держава має завдання не лише захищати власність, але й дбати про загальне благо, особливо піклуватися про нужденних. Держава як «societas perfecta» являє собою завершення спільної людської діяльності.
Особливу увагу обидві енцикліки приділяють державній владі. Лев XIII говорить не про якусь конкретну форму уряду, а про державну силу (владу) як поняття. Державну владу Лев XIII виводить від природи і від розуму. Вона повинна стояти на службі народу; кожне зловживання є незаконним. Завдання державної влади, як пише Пій XI, полягає в охороні народу і всіх його членів, при цьому особливу турботу слід виявляти до слабких і бідних. Державна влада, коли її так розуміти і застосовувати, виконує свое завдання і є справжнім слугою народу. Вона стає божественним і справедливим авторитетом, який знаходить своє джерело в природному праві та Божій волі.

### Шарль де Голльта солідаризм
Реймон Арон вважав, що веберівське поняття харизми — тобто особливої благодаті, обраності — максимально відповідає характеристиці типу політичного лідерства генерала де Голля — одного з найвидатніших політиків XX століття. Після його тріумфальної перемоги на президентських виборах, його попередник на посту президента Рене Коті сказав про нього: 
|  | «Перший із французів стає першим у Франції». |

За Вебером, тип політичного діяча, до якого належав де Голль, є «ідеальним типом» для створення команди національного порятунку. Де Голля часто називали «людиною кризи», яка діє тим рішучіше і нестандартніше, чим складнішою стає ситуація. Він усвідомлював власну відповідальність під кутом зору історичної місії служіння своїй Батьківщині — Франції.
А Шарль де Голль усе життя залишався переконаним прихильником цієї теорії, вважаючи, що в суспільно-економічних процесах національний чинник має пріоритет, а нація є базовою і природною структуроутворюючою спільнотою, яка зберігається у світі (якому, зазначмо, в неозорому майбутньому «не загрожує» геополітична стабільність та безконфліктні міждержавні стосунки). Саме тому де Голль ніколи не мав жодних ілюзій щодо альтруїзму в зовнішній політиці, твердячи, що в ній завжди діє «залізний закон національних інтересів».
У внутрішній політиці де Голль знов-таки беззастережно дотримувався ідеї пріоритету загальнонаціональної спільності над будь-якими класовими і партійними інтересами. Тому цілком логічно, що «Провідник Нації» досить скептично ставився до системи парламентаризму з притаманним їй постійним партійним протистоянням і виявляв упередженість не тільки щодо лівих партій, а й щодо представників переважно спекулятивного бізнесу.
Що ж до комуністичної партії Франції, то де Голль уважав її недостатньо «національною і французькою» партією і називав лівих «сепаратистами», «іноземною партією», «агентами Рад».
Шарль де Голль безмежно поважав волю французького народу. Він наголошував: «Влада має силу лише тоді, коли її цілі збігаються з вищими інтересами країни і коли вона має всебічну довіру з боку громадян». Тому і заявив, що піде у дострокову відставку навіть у тому випадку, коли будь-яка його пропозиція отримає на референдумі лише просту арифметичну більшість, а не переважаюче всенародне схвалення. І дотримав свого слова!
Про нетоталітарну спрямованість авторитаризму «першого серед французів» свідчить той факт, що в його «команді», а також серед прихильників і в часи перемог, і в скрутні часи добровільних відставок завжди знаходилися десятки, якщо не сотні, найвидатніших інтелектуалів, котрі уособлюють совість французької нації.
Де Голль добився створення президентської республіки — шляхом, зокрема зміни Конституції Франції, в якій з'явилося положення про всенародне обрання Президента, за своїми офіційними повноваженнями — «гаранта національної незалежності» (як наголошувалося вище, згідно із донині чинною деголлівською Конституцією передбачається лише один випадок, коли Президент підлягає юридичному переслідуванню, — при зраді Батьківщини, звинувачення у якій має право оголосити Вищий суд, який складається з 24-х представників обох палат Парламенту).
Одночасно величезна увага приділялася підвищенню продуктивності праці. Прагнучи максимально зацікавити безпосереднього виробника, де Голль розвивав різноманітні форми економічного корпоратизму та кооператизму (цим же шляхом економічної реформи пішли повоєнні Японія та Німеччина), а також ідею солідаризму. Зокрема, він усіляко заохочував участь представників трудових колективів в управлінні підприємствами та в їхніх прибутках, підтримував інші форми тісного співробітництва між працею і капіталом. Повсякчас удосконалювалася і розвивалася система науки і освіти. Досить зауважити, що за десятиліття правління де Голля кількість людей у Франції, котрі займалися розумовою працею, зросла утричі і досягла трьох мільйонів чоловік. Чудово усвідомлюючи неминучість наростання процесів економічної глобалізації, де Голль розглядав конкурентоспроможність французьких підприємств на зовнішньому ринку як головний критерій ефективності їхньої діяльності.
Результатом «голлізму» як економічної політики стало те, що з нульової позначки у 1958 році (рік обрання де Голля Президентом) золотий запас Франції зріс до 4,5 млрд доларів у 1965 році. Франція не тільки повністю розрахувалася зі своїми зовнішніми боргами, а й перетворилася на країну-кредитора, яка займала на той час третє місце у світі за експортом капіталу. Завдяки жорсткій фінансовій стабілізації «твердий» франк став однією з конвертованих світових валют. За середньорічним економічним зростанням ВНП — 5,5 %, Франція тоді поступалася лише Японії (а за темпами зростання ВНП, за рахунок підвищення продуктивності праці, значно випереджала цю країну). Обсяг промислового виробництва зріс майже на 60 %, а обсяг експорту — на 88 %. Значно підвищився рівень життя населення, його накопичення стали чи не основним джерелом внутрішніх інвестицій. Рівень безробіття був низьким як ніколи (і це при тому, що задля гарантії свого суверенітету країна була вимушена нести важкий тягар військових витрат). А головне — за десятиліття президентства де Голля чисельність французів зросла з 45 до 50 мільйонів! Безперечно, що це — найвиразніший показник ефективності економічних реформ.
Не випадково криза правління Шарля де Голля була пов'язана з реформою вищої освіти, коли генерал був змушений занадто авторитарними методами максимально прагматизувати вищу школу і підпорядкувати її меті економічного і в кінцевому підсумку військового геополітичного змагання у сучасному світі, а французька інтелігенція та творча молодь, котра формувалася на традиціях вищих здобутків гуманітарного знання і мистецтва (в галузі яких у XIX—XX століттях Франції належала провідна роль), фактично повстала проти вузької спеціалізованості не тільки освіти, але й свого особистого життя.
Треба віддати належне де Голлю: врешті-решт він зрозумів, що йдеться не про звичайний соціальний конфлікт з адміністрацією, а про дуже серйозні проблеми фактично стадіального вибору його країни. Він оголосив свою знамениту програму соціального самоврядування — «систему участі» як «Третього шляху», але не як синтезу, а як уникання і класичного лібералізму, і радянського комунізму. Ця теорія корпоративної єдності, солідарності та співпраці класів була дуже близька до ідеї соціальної держави в Німеччині та «конфуціанського капіталізму» в Японії.
Ідея якісно прогресивнішого відносно класичного капіталізму суспільного ладу — «соціальної республіки» — була сформульована на законодавчому рівні ще у Конституції Другої французької республіки. На противагу марксизму її суть полягає у проголошенні пріоритету духовних цінностей над «економічним базисом», розумінні необхідності не просто єдності класів з метою збереження загальнонаціональної злагоди, а творчої співпраці та солідарності між ними на корпоративних та кооперативних засадах.
У цілому ж незаперечні видатні досягнення державотворчої місії Шарля де Голя стали можливими завдяки тому, що, він завжди жив і діяв за принципом «політика — справа честі», а інколи — й «мистецтво неможливого». Це був політичний лідер не за посадою, а за покликанням, справжній Провідник Нації.

### Лех Валенсата профспілка «Солідарність»
Поява «Солідарності» була подією, що мала важливе значення для демократичних змін не лише в Польщі, але й інших країнах Центрально-Східної Європи. Це була одна з ключових ланок ланцюга подій, що привели до повалення тоталітарного режиму в Польщі, розпаду Варшавського договору, зникнення з карти світу Радянського Союзу. Це була подія, з одного боку, революційна, з другого ж — цілком закономірна.
Перші вияви супротиву комуністичному правлінню в Польщі з'явилися так само, як в Україні, в 50-х роках XX ст. Було це пов'язано, передусім, із так званою хрущовською відлигою, коли комуністичний режим трохи пом'якшав, відходячи від «культу особи» Сталіна. Протести в Польщі, хоча часто й виникали в результаті незграбної економічної діяльності уряду ПНР, що призводила до підвищення цін та зниження соціального захисту населення, мали виразний антикомуністичний характер.
Коли у грудні 1970-го польський уряд підняв ціни на продукти, на верфі почались страйки. Ось тоді й почав свою активну діяльність Лех Валенса. У серпні 1980-го він вже очолив страйк, а невдовзі став лідером «Солідарності» — федерації робітничих спілок, що замінила підконтрольні урядові профспілки. Фактично Лех Валенса став неформальним лідером країни, діячем, з думкою якого змушені були рахуватися і в партійно-державних, і в робітничих, і в інтелігентських колах.
«Солідарність» підтримувала страйки і протести до грудня 1981-го, коли її діяльність заборонили. Валенсу та інших активних опозиціонерів заарештували. В цей бурхливий час Валенса став лауреатом Нобелівської премії миру.
У 1988 році — нова хвиля страйків, що змусили уряд розпочати переговори із «Солідарністю» і оголосити дату вільних виборів до парламенту. У червні 1989-го вибори принесли перемогу кандидатам «Солідарності». І тут Лех Валенса виявив характер: він відмовився формувати уряд разом з комуністами. Уряд очолив його соратник Тадеуш Мазовецький.
У жовтні 1990-го президент Войцех Ярузельський пішов у відставку, а у грудні Лех Валенса переміг на позачергових президентських виборах. На посаді Президента Республіки Польща Валенса підтримував курс на ринкові реформи і сприяв створенню системи сильної президентської влади. Новому президенту був притаманний авторитарний стиль керівництва. При цьому він проводив однозначно прозахідну політику.

### Солідаризм тасучасна Україна
Як стверджує у своїй роботі «Ідеологія солідаризму в контексті державотворення України» аспірант Центру українознавства Київського національного Університету імені Тараса Шевченка Максим Плешко, першим українським солідаристом можна назвати Тараса Шевченка. У своїх творах він окреслює недоліки розділеного соціуму, духовно збіднілої еліти, класового егоїзму та відсутність відповідальності.
|  | «Доборолась Україна до самого краю. Гірше ката свої діти тебе розпинають» |

 — висловлюється Шевченко про моральні устої тогочасного народу стосовно України. Він ставить за приклад ідеалізований устрій Козаччини, змальовуючи втрачений ідеал соціальної гармонії та національної величі: «Було колись в Україні ревіли гармати; було колись запорожці вміли панувати». Шевченко пророкує своїм землякам світле майбутнє через загальну солідарність:
|  | «Обніміте брати мої, найменшого брата, нехай мати усміхнеться, заплакана мати». |

Практично в кожному творі Кобзар закликає українців бути спільниками — не ділити життя й батьківщину, а разом іти до загального блага. У часи національного поневолення Шевченко пропонує українцям силовий метод зміни наявного соціального стану — «повставати й рвати кайдани». Як солідаристичний ідеал пропонує «сім'ю вольну, нову». Сім'я, кровна спорідненість, — це перший ступінь суспільної солідарності, суспільство-народ він хоче бачити сім'єю. У «новій» — не просто вільній від іноземного поневолювача. «Новій», мається на увазі, без протиріч, міжкласової відчуженості та наявності спорідненості, а також — спільної цінності — України.
Український солідаризм міститься в річищі загальноєвропейських духовних засад і пов'язаний із пошуком не тільки національного, але й соціального ідеалу.
Концепція солідарності є доволі актуальною для сучасної України, адже саме ця ідея є найкориснішою для розвитку нашої держави сьогодні.
За допомогою солідаризму можна зцементувати наше суспільство і зорієнтувати його у напрямку світового розвитку цивілізації.
|  | Сутність держави — це сила, яка має поєднувати мораль і право Ґеорґ Вільгельм Фрідріх Геґель) |

Державна політика — це наука про мудрість.
Мета державної політики — досягнення найвищого добра для громадян України.
Компетентність, моральність та відповідальність лідерів є найважливішим елементом державної влади. Тільки того, хто на політичній арені може точно окреслити національну ідею, можна назвати справжнім державним діячем.
Державні лідери мають бути чесними та патріотичними, які не словом а ділом доводять свою відданість Україні та намагаються робити добро для людей.
Представники державної влади та українська влада у цілому мають бути відповідальними перед народом.
Щоб досягнути цієї мети, держава має створити сприятливі економічні умови, які б давали можливість підприємцям розвивати свій бізнес та виробляти більше якісної продукції, товарів та послуг, а також створювати нові робочі місця.
Мудра державна господарська політика стимулює підприємців досягати найкращих економічних результатів, що позитивно відображається також на добробуті простих працівників. Для цього необхідно провести в Україні грамотну економічну, фінансову та податкову реформу.
Питання солідаризму й елітаризму в сучасній Україні проаналізовані в публікації українського філософа С. Дацюка «Протистояння еліти та громади в Україні»

## Теоретики солідаризму

### РимськийімператорМарк Аврелій
Римський імператор Марк Аврелій (роки правління — 161—180 рр. до н. е.):
|  | «Те саме відношення єдності, яке мають між собою з’єднані частини тіла, мають між собою і розумні створіння, оскільки вони, хоч і відокремлені один від одного, але створені для того, щоб виконувати спільну працю. У цьому сенсі люди функціонують так, як і частини тіла, хоча й відділені один від одного заради цілого, проте вони служать цілому». |

### Французький соціальний філософШарль Жид
Французький соціальний філософ Шарль Жид (1847—1932 рр.) писав про солідарність у просторі та часі: 
|  | «Солідарність в просторі — перший рівень солідарності в часі. Оселяючись на одній території, люди вступають у тісний контакт. Однакова місцевість, ідентичний клімат, подібний спосіб виробництва продуктів харчування. Поступово характер усіх життєвих процесів створює солідарну свідомість спільноти. Рівень солідарності в просторі може бути різним. Спільність мешканців села — перша форма, де принцип солідарності виявляє себе особливо ясно та чітко. З іншого боку, солідарність в часі пов'язує мертвих з живими завдяки спільній Традиції та Культурі. В давнину солідарність реалізувалася в спільних діях, освячених законами, релігією та звичаями. Наступна функція солідарності полягає в тому, що вона виступає як сила, здатна розбудовувати суспільство. Її завдання — узгоджувати інтереси членів суспільства, які суперечать один одному і гуртувати суспільство для досягнення спільних цілей. В свою чергу, спільними цілями для суспільства є ті, що гарантують його існування та гармонійний розвиток, чого можна досягнути лише шляхом солідарної взаємодії, що ґрунтується на ідеї справедливості». |

### Німецький соціолог Фердінанд Тонніс
Німецький соціолог Фердінанд Тонніс (1855—1936 рр.):
|  | «Суспільне життя — це взаємна власність та взаємне задоволення, взаємне володіння та користування спільним майном. Воля до володіння майном і користування ним — це воля до захисту й оборони спільного майна (спільне зло — спільні друзі — спільні вороги). Така солідарність вважається органічною. Вона підтримується не лише завдяки поривам та інстинктам, а й переходить у вищу стадію — духовну. Розуміння й усвідомлення приналежності індивідів до спільної групи веде їх до формування духовного союзу. Солідарна дія багатьох членів суспільства призводить до серйозних результатів, що мають надзвичайно велике значення в соціальному житті. Вони пробуджують гордість наступних поколінь за своїх предків, що зміцнює солідарність народу, як історичного феномену. Завдяки солідарності були створені великі культурні цінності. З цього принципу виводиться також мораль та етика». |

### Німецький соціолог Леольд фон Візе
Німецький соціолог Леольд фон Візе (1876—1969 рр.) вбачав зерно прогресу в солідарності:
|  | «Суспільним ідеалом є перетворення окремих людей на сильні індивідуальності і, водночас, впровадження дієвої солідарності між ними». |

### Німецький економіст і соціальний філософ Гайнріх Пеш
Німецький економіст і соціальний філософ Гайнріх Пеш вважав, що не лише боротьба (у широкому розумінні) творить соціальні цінності, а й солідарність є початком усього шляхетного та доброго, що підносить людину до Божої подоби:
|  | «Не лише bellum omnium contra omnes (війна всіх проти всіх) панує протягом всього історичного розвитку, а також принцип солідарності, який творить цінності та відіграє велику роль у розвитку соціальних інституцій. В природі людей можна знайти шляхетні пориви, які ведуть їх до солідарності, справедливості та об’єднання. Відповідальність, яка зветься солідарністю, на загал є одним з найвеличніших відкриттів людства. Завдяки солідарності людина перестає бути атомом у просторі і хвилиною в часі, вона підноситься до більшої гідності й вищої сфери. Завдяки солідарності людство буде запевнене в своїй гідності і до певної міри створене. Цим терміном, яке не мало жодного значення в античних суспільствах, солідарність позначає спільність людської природи і тісну спорідненість, яка об’єднує людей між собою». |

Гайнріх Пеш розумів поняття солідарності не лише з утилітарного боку, а й з морального та етичного. В цьому сенсі він формулює своє визначення принципу солідарності, який, в його застосуванні до соціальної спільноти, в його подвійній функції як творення та зміцнення єдності, означає упорядковане узагальнення прагнення суспільно пов'язаних сил з огляду на досягнення спільної мети.
Якщо йдеться про народне господарство, яке розглядається як складова частина суспільного життя, то в нього є завдання сприяти встановленню загальнодоступних матеріальних благ та достатку в гармонійному зв'язку з загальним добробутом народу.

### Органічна теорія солідарності Пауля Барта
Німецький соціолог Пауль Барт (1858—1922 рр.) так визначав суть своєї органічної теорії солідарності:
|  | «Суспільство називається організмом чи органічною системою, на противагу організму індивідуальному, соціальному чи колективному. Таким чином, усі можливі соціальні сфери, елементи та соціальні модуси мають перебувати в стані єдності, цілісності та фундаментальної солідарності. Принципи консенсусу та солідарності, які спостерігаються вже в неорганічному світі, є суттєвими в житті рослин, досконалими — в житті тварин, а в людському соціумі досягають свого найвищого ступеня». |

Полемізуючи з французьким мислителем Емілем Дюркгеймом, П. Барт зазначає:
|  | «Дюркгейм виходить з поняття солідарного цілого, підпорядковуючи йому суспільство. Він знаходить у двох неодночасних, але хронологічно послідовних станах соціуму два види солідарності, які він окреслює як механічну та органічну. Механічна солідарність є притаманною примітивним суспільствам, де панує однаковість світогляду всіх членів, наприклад, на ґрунті спільності етнічного походження. Проте такий стан не триває вічно. Поступово кількість населення в тому чи іншому примітивному суспільстві збільшується. З цього факту випливає також приріст продуктивних сил та поступове надбання культурних цінностей. Продуктивність праці зростає завдяки поділу праці. Старі спільноти, що ґрунтуються на кревних зв’язках, розпадаються. Постає структура нового суспільства, та відбувається перехід від примітивного соціуму до органічного. Визначальну роль в органічному суспільстві відіграє не однаковість світогляду, а усвідомлення того, що всі індивіди мають допомагати взаємно поповнювати свої життєві засоби». |

### Леон Буржуа. Ідея солідарності
Лауреат Нобелівської премії миру, французький державний діяч Леон Буржуа (1851—1925 рр.) розрізняє два види солідарності — природний і фактичний. При цьому природна солідарність немає ніякого відношення до справедливості, адже одні незаслужено користаються перевагами, внаслідок чого інші потерпають.
Ця несправедливість виникає по причині природжених здібностей: спадковість, рівень освіти, професія, соціальний статус тощо. Внаслідок цього кожна людина до певної міри морально зобов'язана тим, що вона має і тим, ким вона є, своїм попередникам і сучасникам. Таким чином, щойно людина народжується, вона вже має обов'язки перед суспільством.
Принцип солідарності, згідно із теорією Л. Буржуа, полягає у тому, щоб змушувати улюбленців долі повертати свій «борг» тим, кого фортуна скривдила. Таке розуміння принципу солідарності сприяє соціальній справедливості — брати в тих, хто користується з надлишку соціальних благ і віддавати тим, хто їх потребує.
Виходячи з цього, Леон Буржуа будує теорію так званого «квазі-контракту», зробивши спробу надати ідеї солідарності юридичної форми. Ця теорія виходить з дуалістичного розуміння солідарності. Крім того, що природна солідарність має тенденцію бути несправедливою, вона виключена з моделі «квазі-контракту», який ґрунтується на принципіфактичної солідарності, тобто на солідарності, яка зустрічається в повсякденному житті соціуму. Л. Буржуа насамперед вказує на принцип добросусідства, при якому здійснюється фактичне єднання, яке природно спонукає до солідарної та спільної діяльності.
Інший приклад дає нам поділ праці. Один виробляє для багатьох, а сам пожинає плоди праці інших. Подібні випадки, вважає Леон Буржуа, можна знайти у кожному суспільстві. За певних обставин ця фактична солідарність може бути й вимушеною, як, наприклад, солідарність між сусідами по земельних ділянках або між квартирантами в одному будинку. Внаслідок цієї ситуації всі вони мають обов'язки і права по відношенню один до одного.
Суть теорії «квазі-контракту» саме в тому і полягає, що індивід має вступати в юридичні відносини, які випливають із суспільного договору. «Квазі-делікти» (правопорушення), які Л. Буржуа виводить із «квазі-контракту», відомі ще з часів римського права. Квазі-деліктами називаються такі юридичні факти, які хоч і не є фактичними правопорушеннями, проте створюють подібні до деліктів наслідки.
Цим терміном Леон Буржуа хотів означити вищезгадані моральні обов'язки сильного перед слабким і багатого перед бідним. Як для державного діяча, ця теорія мала для нього практичне завдання — вона мала обґрунтовувати сучасну соціальну політику і прогресивну податкову систему, що їх Л. Буржуа здійснював і запроваджував на користь малозабезпечених членів суспільства.

### Духовний вимір солідаризму
Невід'ємною частиною суспільства є церкви та релігійні організації. Глава держави керує нею і несе відповідальність за результати свого правління. Керівники церков і релігійних організацій є духовним лідерами, головний обов'язок яких — дбати про моральний стан нації та відроджувати її духовність.
Ще одна важлива функція церков і релігійних організацій в соціумі — моральне виховання громадян держави, що є необхідним елементом для досягнення гармонії та солідарності в нашій країні.
Особливу увагу церкви та релігійні організації мають приділяти формуванню сприятливого духовно-морального клімату в родині — цій першій і найважливішій клітинці суспільства.
Держава має створити для церков і релігійних організацій сприятливі умови для доброчинної та благодійної діяльності на користь малозабезпечених та соціально незахищених верств населення.
Крім цього, в сучасних умовах церкви та релігійні організації разом з профспілками особливу увагу мають приділити ситуації, в якій перебувають наймані працівники та опікуватися тим, щоб вони не були надміру експлуатовані роботодавцями та власниками підприємств.

### Економічна солідарність
Шарль Жид так описує головний принцип економічної солідарності:
|  | «Поділ праці — це механізм, за допомогою якого спільнота людей має можливість легко і ефективно досягти виробництва та приросту національного продукту. В той час коли звірі задовольняються безпосереднім забезпеченням їх обмежених потреб, наприклад в їжі, людина обмежує себе виробом одного товару, який вона обмінює на той, в якому відчуває потребу. Таким чином, поділ праці, який зумовлює взаємодію всіх з метою задоволення потреб кожного окремого індивіда — справжнє джерело прогресу, добробуту та економічної солідарності». |

Вадою класичної економічної теорії є те, що вона недостатньою мірою визнає важливість принципу економічної солідарності. Класична економічна теорія виходить з того, що економічні процеси є повністю відділеними від суспільства. Цей постулат є неправильним. Економіка — необхідна і дуже важлива складова частина життя соціуму. Завдання економічної діяльності полягає в тому, щоб постачати суспільству матеріальні блага, задовольняючи таким чином матеріальні потреби та сприяючи загальному добробуту і розвитку суспільства.
Неокласична економічна теорія, яка виникла на базі класичної економічної теорії внаслідок маржиналістської революції, робить акцент на індивідуалізмі, суб'єктивних вподобаннях та постулює добровільність взаємовигідного обміну та об'єднань.
Середньовічні гільдії та корпорації дають нам класичний приклад солідарної діяльності ремісників. Хоча у наш час членів гільдій старого зразка вже немає, проте спільні інтереси й спосіб життя можуть об'єднати все суспільство в нову гармонійну спільність, в якій не буде класової боротьби та конфлікту інтересів. На нашу думку, феномен професійних асоціацій з кожним роком відіграватиме все більшу роль в сучасній економіці.

Разом з тим середньогільдії купців та ремісників становили вагому перешкоду для розвитку підприємницької ініціативи та капіталізму. Людвіг фон Мізес називає правила гільдій гамівною сорочкою для економічного розвитку: 
|  | Саме ідеї класичних економістів ліквідували перешкоди, які створювалися столітніми законами, звичаями та упередженнями відносно технологічних покращень й звільнили геній реформаторів і новаторів від гамівних сорочок гільдій, опіки уряду та різноманітного суспільного тиску. |

### Співвідношення принципів солідарності та боротьбі в житті соціуму
Солідарність та боротьба за існування — соціологічні факти, які не можна заперечити. Вони діють в суспільстві одночасно. У зовнішніх діях домінує елемент боротьби, у внутрішніх — солідарності. Зовнішня боротьба того чи іншого соціального утворення посилюється завдяки солідарності.
Те, що принцип солідарності всередині такого соціального утворення має першість щодо боротьби, засвідчує такий приклад: багато разів в історії спостерігалася ситуація, коли політичне протистояння розколювало ту чи іншу країну, однак у випадку війни переважна більшість суспільства, незважаючи на свою партійну, соціальну та класову приналежність, спільно виступала проти ворога. В цьому контексті варто згадати слова німецького імператора Вільгельма II, проголошені ним в 1914 році:
|  | «Я більше не знаю жодної партії, я знаю тільки Німеччину». |

### Документи
- Енцикліка Папи Лева ХІІІ «Нові речі» (Rerum Novarum) [Архівовано 31 січня 2010 у Wayback Machine.]